# 19 Pułk Ułanów (Cesarstwo Niemieckie)
19 pułk ułanów im. Króla Karola (1 Wirtemberski) (niem. Ulanen-Regiment Nr. 19)  – pułk kawalerii niemieckiej okresu Cesarstwa Niemieckiego.

## Charakterystyka
Pułk został sformowany 9 lipca 1683. Stacjonował w  Ulm i Wiblingen . Wchodził w skład XIII Korpusu Armijnego .

 Wiosną 1914 był w strukturze 27 Brygady Kawalerii z 27 Dywizji Piechoty.
W wyniku mobilizacji, w sierpniu 1914 pułk osiągnął gotowość bojową i w składzie 27 Dywizji Piechoty z XIII Korpusu Armijnego został wysłany na front zachodni.

## Bibliografia

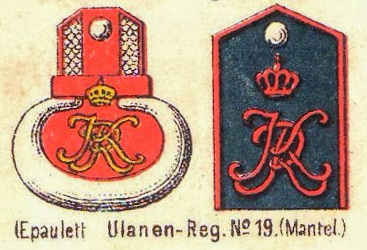